# (256) Walpurga
(256) Walpurga ist ein Asteroid des äußeren Hauptgürtels, der am 3. April 1886 vom österreichischen Astronomen Johann Palisa an der Universitätssternwarte Wien bei einer Helligkeit von 12,5 mag entdeckt wurde.
Der Asteroid wurde benannt nach der heiligen Walburga (710?–779), Prinzessin von Wessex, England, die mit ihren Brüdern nach Deutschland reiste, um die Heiden zu bekehren. Ihr Festtag ist der 1. Mai (daher die Walpurgisnacht), an dem die Hexen auf Besen zu den alten Opferstätten reiten, um mit Satan zu feiern. Der bekannteste dieser Orte ist der Brocken, der höchste Gipfel des Harzes, verewigt durch die Szene des Hexensabbats in Goethes Faust. Die Benennung erfolgte durch die Baronin Bettina Caroline de Rothschild (1858–1892).

## Wissenschaftliche Auswertung
Aus Ergebnissen der IRAS Minor Planet Survey (IMPS) wurden 1992 Angaben zu Durchmesser und Albedo für zahlreiche Asteroiden abgeleitet, darunter auch (256) Walpurga, für die damals Werte von 63,3 km bzw. 0,05 erhalten wurden. Eine Auswertung von Beobachtungen durch das Projekt NEOWISE im nahen Infrarot führte 2011 zu vorläufigen Werten für den Durchmesser und die Albedo im sichtbaren Bereich von 59,4 km bzw. 0,06. Nachdem die Werte nach neuen Messungen mit NEOWISE 2012 auf 66,6 km bzw. 0,05 geändert worden waren, wurden sie 2014 auf 64,9 km bzw. 0,05 korrigiert. Nach der Reaktivierung von NEOWISE im Jahr 2013 und Registrierung neuer Daten wurden die Werte 2015 zunächst mit 57,1 oder 60,1 km bzw. 0,05 oder 0,04 angegeben und dann 2016 korrigiert zu 55,5 km bzw. 0,05, diese Angaben beinhalten aber alle hohe Unsicherheiten.
Photometrische Messungen des Asteroiden fanden erstmals statt vom 1. bis 4. September 2007 am Oakley Observatory des Rose-Hulman Institute of Technology in Indiana. Aus der aufgezeichneten Lichtkurve wurde eine Rotationsperiode von 16,64 h abgeleitet.
Aus einer Kombination von photometrischen Daten der Lowell Observatory Database mit thermischen Infrarot-Messungen von NEOWISE wurde in einer Untersuchung von 2018 für ein dreiachsig-ellipsoidisches Gestaltmodell von (256) Walpurga eine Rotationsperiode von 16,66015 h bei einer prograden Rotation bestimmt.
Mit einer Auswertung photometrischer Daten des Lowell-Observatoriums und des Gaia DR2-Katalogs konnten dann im Jahr 2019 mit der Methode der konvexen Inversion ein dreidimensionales Gestaltmodell des Asteroiden für eine Position der Rotationsachse mit prograder Rotation und eine Periode von 16,66014 h bestimmt werden.
Aus archivierten Daten des Asteroid Terrestrial-impact Last Alert System (ATLAS) aus dem Zeitraum 2015 bis 2018 konnte in einer Untersuchung von 2022 mit der Methode der konvexen Inversion eine Rotationsperiode von 16,6602 h bestimmt werden. Im Jahr 2023 wurde aus photometrischen Messungen von Gaia DR3 erneut ein dreidimensionales Gestaltmodell des Asteroiden für zwei alternative Rotationsachsen mit prograder Rotation und einer Periode von 16,6605 h berechnet.